# Krzepczów
Krzepczów [pronunciación en polaco: /ˈkʂɛpt͡ʂuf/] es un pueblo ubicado en el distrito administrativo de Gmina Grabica, dentro del condado de Piotrków, voivodato de Łódź, en el centro de Polonia. Se encuentra aproximadamente a 6 kilómetros al suroeste de Grabica, a 14 kilómetros al noroeste de Piotrków Trybunalski, y a 37 kilómetros al sur de la capital regional, Łódź. 